# 공화당 혁명

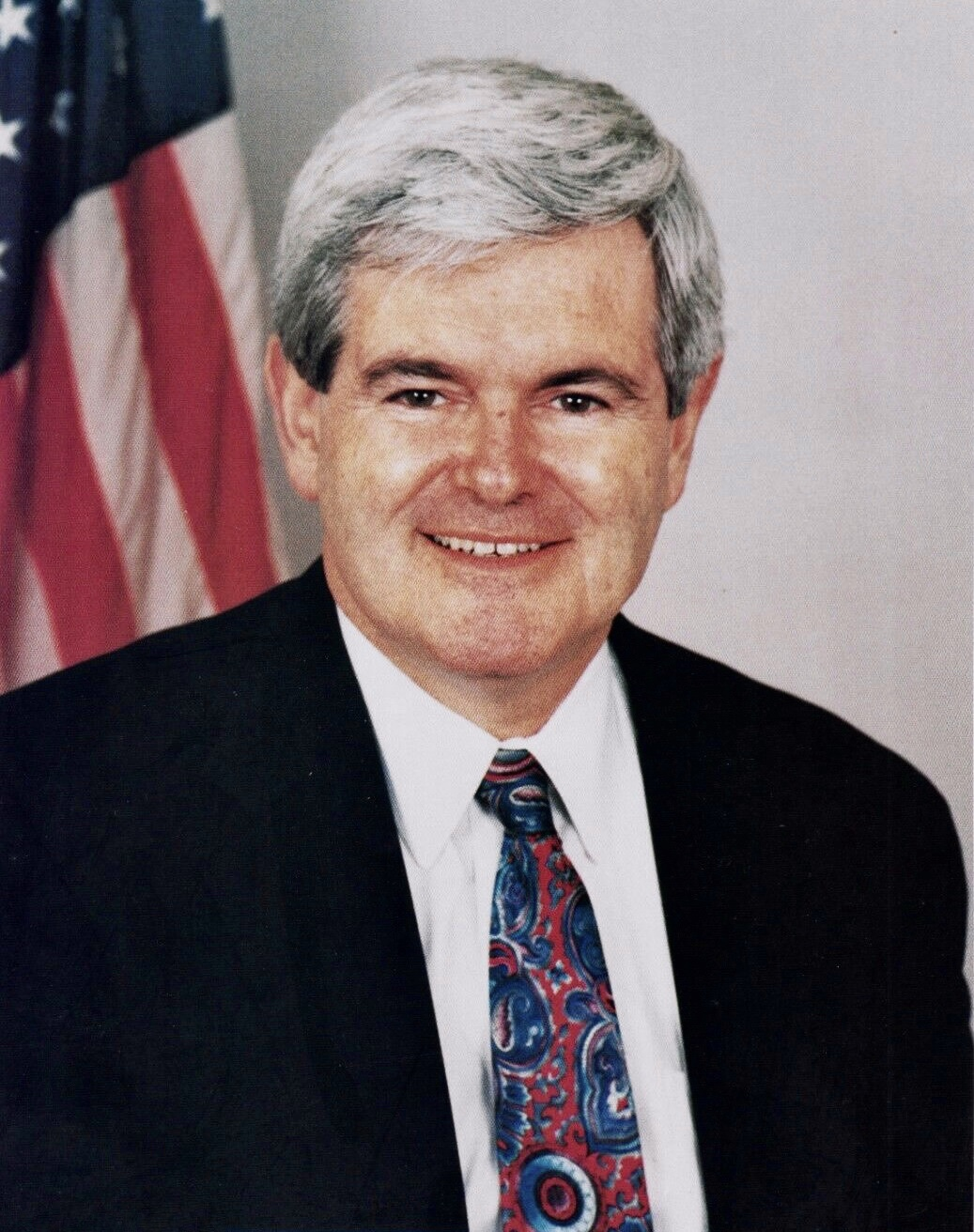
공화당 혁명의 주축이었던 하원의장 뉴트 깅그리치

공화당 혁명(영어: Republican Revolution)은 1994년에 치러진 중간 선거에서 공화당이 1952년 이후 42년 만에 미국 상하원을 장악한 사건을 부르는 말이다. 1952년에 드와이트 D. 아이젠하워의 1952년 대선과 같이 치러진 선거에서 상하원을 장악한 이후 공화당은 민주당의 북부와 남부의 강세로 인해 의회 장악에 실패해왔다. 1980년 상원의원 선거에서 공화당은 로널드 레이건 대통령의 압승과 맞물려 상원을 장악하였으나 하원은 장악하지 못한채 1986년에는 다시 상원 장악에 실패하면서 다시 만년 소수당을 벗어나지 못하고 있었다.
1992년 대선에서 민주당의 빌 클린턴이 당선된 이후 경제 침체와 여러 스캔들과 맞물려 공화당 하원 원내대표였던 뉴트 깅그리치는 전국적 선거 이슈로 통해 공화당의 의회 장악을 시도하였다. 선거 결과 하원에서는 54석이 늘어 1952년 이후 처음으로 과반수를 차지하였다. 또한 상원에서는 8석이 늘어 1984년 이후 처음으로 과반수를 차지하였다. 주지사 선거에서는 조지 퍼타키가 현직 마리오 쿠오모 주지사를 누르는 이변 속에 10곳에서 주지사가 바뀌었다.
공화당 혁명 결과 깅그리치는 공화당 내에서 강력한 세력을 과시하게 되었으며 클린턴 정부는 건강 보험이 부결되는 등 국정 수행에서 큰 어려움을 겪었다. 그러나 1996년 대선에서 클린턴이 공화당 상원 원내대표였던 밥 돌을 무난하게 이기고 1998년에 실시된 중간 선거에서 공화당이 사실상 패배하면서 공화당 혁명은 정계에서 빛을 잃었다.

## 같이 보기
- 2018년 미국 중간선거